# Martín de Aldehuela
Pour les articles homonymes, voir Aldehuela.
Martín de Aldehuela, né le 5 novembre 1729 à Manzanera (province de Teruel, en Aragon) et mort le 7 septembre 1802, est un architecte espagnol.